# Art Monterastelli
Art Monterastelli, nome d'arte di Arthur Thomas Monterastelli (Stati Uniti, 24 ottobre 1957), è uno sceneggiatore e produttore televisivo statunitense.

## Biografia
Monterastelli frequenta la University of Wisconsin–Parkside e la San Francisco State University, dove si laurea con lode in letteratura inglese.

## Filmografia

### Sceneggiatore

#### Cinema
- Working Stiffs - cortometraggio, regia di Art Monterastelli (1994)
- The Hunted - La preda (The Hunted), regia di William Friedkin (2003)
- Buried Alive, regia di Robert Kurtzman (2007)
- John Rambo (Rambo), regia di Sylvester Stallone (2008)

#### Televisione
- Un salto nel buio (Tales from the Darkside) - serie TV, un episodio (1986)
- Simon & Simon - serie TV, 2 episodi (1988)
- Going to Extremes - serie TV (1992)
- NYPD - New York Police Department (NYPD Blue) - serie TV, un episodio (1993)
- SeaQuest DSV - serie TV, un episodio (1993)
- Moon Over Miami - serie TV, 2 episodi (1993)
- Sirens - serie TV, 2 episodi (1994-1995)
- Un filo nel passato (Nowhere Man) - serie TV, 5 episodi (1995-1996)
- High Incident - - serie TV, 5 episodi (1996-1997)
- Timecop - miniserie TV, 2 episodi (1997-1998)
- Total Recall 2070 - serie TV, 15 episodi (1999)

### Produttore

#### Cinema
- The Hunted - La preda (The Hunted), regia di William Friedkin (2003)

#### Televisione
- Brattigan, detective di cronaca (The Great Pretender) - film TV, regia di Gus Trikonis (1991)
- Sirens - serie TV (1993)
- Un filo nel passato (Nowhere Man) - serie TV, 13 episodi (1996)
- High Incident - serie TV, 21 episodi (1996-1997)
- Timecop - miniserie TV, 6 episodi (1997-1998)
- Faceless - film TV, regia di Joe Carnahan (2006)
- Justice - Nel nome della legge (Justice) - serie TV, 2 episodi (2006-2007)
- No Subtitles Necessary: Laszlo & Vilmos - documentario TV, regia di James Chressanthis (2008)

### Regista

#### Cinema
- Working Stiffs - cortometraggio (1994)

#### Televisione
- High Incident - serie TV, 1 episodio (1997)

## Riconoscimenti
- 2010 – Premio Emmy
  - Candidatura per il miglior documentario per No Subtitles Necessary: Laszlo & Vilmos